# 1871 (film)
1871 è un film del 1990 diretto da Ken McMullen e di produzione britannico-francese sulla Comune di Parigi nel 1871.
Il film è stato presentato al Festival di Cannes 1990.